# ラヤトン
ラヤトン（Rajaton）は、男性3人、女性3人で構成されたフィンランドのプロのアカペラグループである。

## 概要
1997年秋にヘルシンキで結成。グループ名の「Rajaton」とは、フィンランド語で「無限の」といったような意味をもつ。
彼らの持ち味は、まず一番に力強くも温かみのある歌声であり、彼らが歌う曲には、聖歌のような宗教音楽や、各国の伝承曲をアカペラに編曲したもの、はたまた民族的な要素を持つ民族音楽などが多い。 その一方で、ABBAやQueenといった、世界的に有名なバンドやグループの曲などのカバー作品も数多く存在する。
フィンランドでは2011年までに8つのゴールド・レコードを獲得しており、さらにアメリカでは現代アカペラ協会主催のContemporary A cappella Recording Awards（CARA）において、最優秀フォーク/ワールド楽曲賞、最優秀フォーク/ワールドアルバム賞などの受賞を果たしている。
その活動はアカペラだけにとどまらずオーケストラなどとの共演も行っており、ラハティ交響楽団とのコンサートで収録されたABBAのヒット曲をカバーしたアルバムをリリースし、フィンランドで発売1か月で15000枚を売り上げる大ヒットを記録した。
スウェーデンのアカペラグループのザ・リアル・グループとは交流が深く、時折コンサートで共演することもある。2013年ごろから、「LEVELELEVEN」というユニットとしての共演が行われている。
日本で行われた愛・地球博において、2005年5月12日のフィンランド共和国ナショナルデーに同国代表の一員として来日、EXPOドームでコンサートを行った。また、2007年のNHKハイビジョン特集『世界里山紀行』シリーズの「フィンランド —森とともに生きる」や、2011年春公開の映画『森聞き』（フィンランド・オウル国際青少年映画祭正式招待作品）でテーマ曲、および劇中歌に用いられるなど、時折彼らの曲が日本のテレビなどで使われていることもある。

## メンバー
6人のメンバーから構成される。なお、担当パートの名称は全て声域を表す。
- ソプラノ： Essi Wuorela（エッシ・ヴォレラ）
- ソプラノ： Virpi Moskari（ヴィルピ・モスカリ）
- アルト： Soila Sariola（ソイラ・サリオラ）
- テナー： Hannu Lepola（ハンヌ・レポラ）
- バリトン： Ahti Paunu（アーティ・パウヌ）
- ベース（バス）： Jussi Chydenius（ユッシ・シデニウス）

## 代理・サポートメンバー
- Saima Hyökki（サイマ・ヒョッキ）：2013年9月～2014年夏まで、Soilaの産休に伴いアルトの代演を務める。2015年日本ツアーにも代演で来日。
- Jukka Nylund：2014年8月～年末まで、Hannuの休暇に伴いテナーの代役を務める。

## 来日歴
・2003年10月13,16～18日：東京公演（ライブハウス多作（現在は閉店）、武蔵野市民文化会館で計4公演）

・2005年5月12日：愛・地球博（フィンランド共和国ナショナルデーに同国代表の一員として来日）

・2013年11月22日：兵庫県西宮市・兵庫県立芸術文化センター KOBELCO大ホール（単独公演ではない）、24日：静岡県焼津市・焼津市文化会館小ホール、25日：東京都武蔵野市・武蔵野市民文化会館小ホール（どちらも単独公演）

・2015年11月15日：長崎県佐世保市・アルカスSASEBO中ホール、19日：東京都・王子ホール（15・19日は音響機材を使わない公演）、21日：神奈川県横浜市・鶴見区民文化センターサルビアホール、22日：愛知県長久手市・長久手文化の家 森ホール、23日：：兵庫県西宮市・兵庫県立芸術文化センター KOBELCO大ホール

## 作品
- Nova（2000年8月14日） - デビューアルバム
- Boundless（2001年10月26日） - 代表曲「Dobbin's Flowery Vale」「Butterfly」を収録したセカンドアルバム。
- Sanat（2002年11月1日） - 教会で録音を行った、フィンランド語、英語、ラテン語、中世アイルランド語による聖歌集。
- Joulu（2003年10月24日） - 2枚組みクリスマスアルバムで、ディスク1はスタジオ収録、ディスク2は教会での収録音源。Jouluはフィンランド語でクリスマスの意。2007年にはフィンランドでダブル・プラチナの売り上げを記録[6]。
- Joulu（2004年10月27日） - 2003年12月にヘルシンキ「文化の家」（アールトの代表建築の一つ）で行われたクリスマスライブの模様を録画したDVD。
- Kevät（2005年4月20日）- フィンランド・ポップを集めたアルバム。
- Out of Bounds（2006年4月5日） - 代表曲を一部再録して収録。#4「We Walk In A Fog」ではザ・リアル・グループと共演。
- Rajaton sings ABBA（2006年11月1日） - ABBAの楽曲のカバーアルバム。ラハティ交響楽団との共演作10曲とアカペラ3曲で構成。
- Maa（2007年10月10日） - 結成10周年記念作。アメリカCARA最優秀フォーク/ワールドアルバム賞および最優秀フォーク/ワールド楽曲賞（#1「Nouse lauluni」）を受賞[1]。
- Rajaton sings Queen（2008年10月1日） - ラハティ交響楽団との共演アルバム第2弾。クイーンの楽曲のカバーを中心に収録。
- Best of Rajaton 1999–2009（2009年10月28日） - ボーナスDVD付きベストアルバム
- Tarinoita（2010年10月6日） - CARA最優秀フォーク/ワールドアルバム賞、最優秀フォーク/ワールド楽曲賞（#10「Surma」）、最優秀ヨーロッパアルバム賞を受賞[2]。
- ラヤトン 無限の森へ 〜フィンランド・アカペラの響き（2011年2月2日、プロダクション・エイシア） - 日本向けベスト盤CD付き絵本（ISBN 978-4-903971-02-5）
- Jouluyö（2011年10月26日） - クリスマスアルバム第2作
- Suomen Lasten Lauluja（2012年9月5日） - フィンランドの童謡とオリジナル曲で構成された子ども向けアルバム
- KAKSI ASTETTA（2013年10月31日）-春夏秋冬をテーマにしたオリジナル曲で構成。
- NORDIC FOREST STORIES(北欧の森の物語)（2015年11月4日）-ラヤトンのベスト盤15曲とDVDで構成。

## 外部サイト
- 公式サイト（フィンランド語）（英語）
- 音楽事務所ハーモニーフィールズによるアーティストページ
- Youtubeの公式チャンネル